# Kernkraftwerk Pilgrim
Das stillgelegte Kernkraftwerk Pilgrim (englisch Pilgrim Nuclear Generating Station) liegt bei Manomet, Massachusetts südlich von Plymouth an der Cape Cod Bay. Es basiert wie der explodierte Reaktor 1 im Kernkraftwerk Fukushima Daiichi auf einem Siedewasserreaktor der von General Electric entworfenen Baureihe BWR-3.
Der Reaktor befindet sich in einem als Mark I bezeichneten Sicherheitsbehälter (Containment) der ersten Generation von General Electric.

## Geschichte
Mit dem Bau des Kernkraftwerks wurde 1968 begonnen und 1972 nahm es den kommerziellen Betrieb auf. Es wurde 1999 von Entergy übernommen.
Im Jahr 2003 genehmigte die Nuclear Regulatory Commission (NRC) eine Leistungserhöhung um 1,5 %.
Die erteilte Betriebslizenz lief am 8. Juni 2012 ab, ein Antrag auf Verlängerung der Betriebslizenz um 20 Jahre wurde vom Betreiber am 27. Januar 2006 gestellt.
Dem Antrag wurde durch die NRC im Mai 2012 stattgegeben.
Das Kernkraftwerk ist in seiner Geschichte häufig Ziel von Anti-Atom-Protesten der lokalen Bevölkerung und der Regierung der Stadt Boston gewesen, unter anderem deswegen, weil im Falle eines schweren Störfalls kein Evakuierungsplan für die Halbinsel Cape Cod vorliegt.
Am 31. Mai 2019 um 17.28 Uhr wurde der Reaktor endgültig heruntergefahren, damit sind in Massachusetts keine Kernkraftwerke mehr in Betrieb.

## Debatte um vorzeitige Abschaltung
Seit Jahren sind die Atomkraftwerke im amerikanischen Nordosten und mittleren Westen nicht wirtschaftlich. Grund ist die starke Konkurrenz durch hohe Erdgasvorkommen auf Grund des in den Vereinigten Staaten weit verbreitenden Fracking. Mark Cooper von der Vermont Law School sah Pilgrim bereits in seinem Bericht aus dem Jahr 2011 als kaum konkurrenzfähig an.
Nachdem bereits wenige Tage zuvor bekannt wurde, dass Entergy überlegt, das baugleiche Kernkraftwerk Fitzpatrick im Bundesstaat New York stillzulegen, wurde am 17. September bekannt, dass der Betreiber in Erwägung zieht, auch Pilgrim, dessen Sicherheitsbewertung auf Grund von zahlreichen Störfällen von der Atomaufsichtsbehörde herabgestuft wurde, in naher Zukunft herunterzufahren.
Am 13. Oktober 2015 gab Entergy bekannt, den Reaktor spätestens im Juni 2019, möglicherweise sogar zu einem früheren Datum endgültig stillzulegen. Die Lizenz wäre noch bis 2032 gültig gewesen. Als Grund nannte der Betreiber wirtschaftliche Überlegungen – das Kraftwerk habe Entergy in den vergangenen Jahren Verluste in Höhe von 40 Millionen US-Dollar jährlich beschert.
Der Brennstoff reiche derzeit bis zum Jahr 2017, Entergy hat 2016 entscheiden, dass Pilgrim zu diesem Zeitpunkt ein letztes Mal mit Brennstäben bestückt wird. Der Betreiber machte neben dem Markt mit seinem Überangebot an billigem Erdgas die Regierung des Bundesstaates für seine Entscheidung verantwortlich, da diese mit Subventionen für erneuerbare Energien, nicht jedoch für Kernkraft, die Anlage nicht wettbewerbsfähig gemacht habe.
Neben Kewaunee, Fort Calhoun, Vermont Yankee, Palisades, Three Mile Island 1 sowie Oyster Creek ist Pilgrim einer von sieben Reaktoren in den USA und einer von dreien desselben Betreibers, die trotz bewilligter 20-jähriger Laufzeitverlängerung vorzeitig stillgelegt wurden oder werden sollen.
Nachdem Entergys Kernkraftwerk Vermont Yankee im Dezember 2014 stillgelegt wurde, ist damit der zweite baugleiche Reaktor desselben Betreibers von einer vorzeitigen Stilllegung betroffen.

## Daten des Reaktorblocks
| Reaktorblock | Reaktortyp         | Netto- leistung | Brutto- leistung | Baubeginn  | Netzsyn- chronisation | Kommer- zieller Betrieb | Abschal- tung |
| ------------ | ------------------ | --------------- | ---------------- | ---------- | --------------------- | ----------------------- | ------------- |
| Pilgrim      | Siedewasserreaktor | 685 MW          | 711 MW           | 26.08.1968 | 19.07.1972            | 01.12.1972              | 31.05.2019    |

## Zwischenfälle
Das Kernkraftwerk wurde im Schneesturm Nemo im Februar 2013 während etwas mehr als vier Tagen komplett vom Netz abgeschnitten, worauf die Kühlung mit Dieselaggregaten betrieben werden musste.